# Слуп (Островський повіт)
Слуп (пол. Słup) — село в Польщі, у гміні Шульбоже-Велькі Островського повіту Мазовецького воєводства.
Населення — 71 особа (2011).
У 1975-1998 роках село належало до Ломжинського воєводства.

## Демографія
Демографічна структура станом на 31 березня 2011 року:
|          | Загалом | Допрацездатний вік | Працездатний вік | Постпрацездатний вік |
| -------- | ------- | ------------------ | ---------------- | -------------------- |
| Чоловіки | 32      | 4                  | 21               | 7                    |
| Жінки    | 39      | 6                  | 23               | 10                   |
| Разом    | 71      | 10                 | 44               | 17                   |